# NK Marčana
NK Marčana je nogometni klub iz Marčane u Istri. 
Klub je osnovan 1946. godine. Mnogobrojne generacije razvijale su svoj indetitet kroz klub. Klub je imao mnogobrojne uspjehe, a jedan od najvećih je natjecanje u današnjoj 3. hrvatskoj ligi. Klub i danas okuplja mnogobrojne zaljubljenike u nogomet iz cijele općine Marčana od najmlađih do starijih. Dresovi su im uglavnom žarko crvene boje,a ponekad su i plavi. U klubu postoji škola nogometa te kategorije pionira, juniora i seniora.